# Anthony Kalik
Anthony Kalik (St Leonards, New South Wales, Australija, 5. studenog 1997.) australski je nogometaš hrvatskoga porijekla, koji igra kao vezni igrač splitskog Hajduka.
Kalik je hrvatskog porijekla. Oba njegova roditelja došla su u Australiju s otoka Korčule. Njegov otac Denis, bivši je nogometaš BŠK Zmaja je iz Blata, a majka Franciska je iz Vele Luke.

## Klupska karijera
Kalik je igrao nogomet za mlade kategorije u australskom klubu Manly United FC, a zatim mu je ponuđena dvogodišnja stipendija za NSWIS prije nego što je profesionalno debitirao za AIS.
U 2013., Kalik je potpisao trogodišnji ugovor sa Central Coast Marinersom, čime je postao najmlađi profesionalni nogometaš u Australiji. Napravio je svoj natjecateljski debi za klub u pobjedi nad Palm Beachom u FFA kupu 2014., ušavši umjesto Glena Trifira. Kalik je debitirao u australskoj A-ligi u pobjedi nad Adelaide Unitedom u veljači 2015.
Dana 1. veljače 2016. Marinersi su objavili da je Kalik posuđen splitskom Hajduku najmanje do lipnja 2016. Klubu ga je preporučio kolega Australac i bivši igrač Hajduka Josip Skoko. Debitirao je u prvoj momčadi kluba u 1:2 porazu od Lokomotive Zagreb, ušavši na poluvremenu umjesto Manuela Arteage. Uspio je te sezone skupiti 11 utakmica za Hajduk i ući u prvu postavu. Dana 28. svibnja 2016. otkupio ga je Hajduk za 32.000 eura. Hajduku je to bilo prvi put nakon 2012. da je platio transfer za igrača.
Kalik se vratio u Australiju u rujnu 2017. na posudbu, kako bi igrao za Sydney FC u sezoni 2017./18. Na kraju sezone vratio se u Hajduk Split.
U srpnju 2018. pridružio se Rudešuu na posudbui s Franom Vojkovićem. U prvom dijelu sezone, koju je Rudeš zaključio kao posljednja momčad 1. HNL, imao je 16 nastupa. Tijekom zimske stanke vratio se u Hajduk. Igrao je za Goricu od 2020. do 2022. Vratio se u Hajduk 2022. godine.

## Međunarodna karijera
Kalik je u listopadu 2013. izabran za australsku momčad do 20 godina za kvalifikacije za AFC prvenstvo do 20 godina. Debitirao je u pobjedi nad Tajvanom.